# Acanthosaura capra
Acanthosaura capra es una especie de lagarto del género Acanthosaura, familia Agamidae, orden Squamata. Su masa corporal es de aproximadamente 60,51 g.

## Distribución
Se distribuye por Asia: Camboya y la parte sur de Vietnam.

## Taxonomía
Fue descrita por Günther en 1861.
Tratamiento taxonómico
La especie aparece registrada y publicada en Second list of Siamese reptiles. Proc. Zool. Soc. London 1861: 187-189.